# 桑加區

桑加區（葡萄牙語：Sanga），是莫桑比克的行政區，位於該國西北部，由尼亞薩省負責管轄，首府設於桑加，面積12,185平方公里，2007年人口56,165，人口密度每平方公里5人。